# Grafiktablett
Ein Grafiktablett (auch Digitalisiertablett, Digitizer, Pen Tablet) ist ein Zeigegerät für Computereingaben. Die Spitze eines speziellen Zeigewerkzeuges, meistens ein Stylus genannter Stift oder eine puckförmige Computermaus mit Fadenkreuz, wird auf dem Tablett bewegt. Vom Zeigegerät gehen Impulse aus, über die das Tablett die Information über die Koordinaten, den Stiftdruck und zusätzlich gedrückte Tasten an der jeweiligen Position erhält. Diesen Vorgang Daten über das Verfolgen des Stiftes oder durch Druck zu erfassen, nennt man auch Digitalisierung. Bei fortgeschrittenen Modellen können weitere Informationen wie Stiftneigung, Stiftdrehung, Fingerdruck oder mehrere Werkzeuge erkannt werden. Im Gegensatz zu einem Touchscreen ohne Digitizer-Funktionen, der auch eine Stiftbedienung anbietet, kann auf einem reinen Grafiktablett oder Digitizer nichts dargestellt werden.

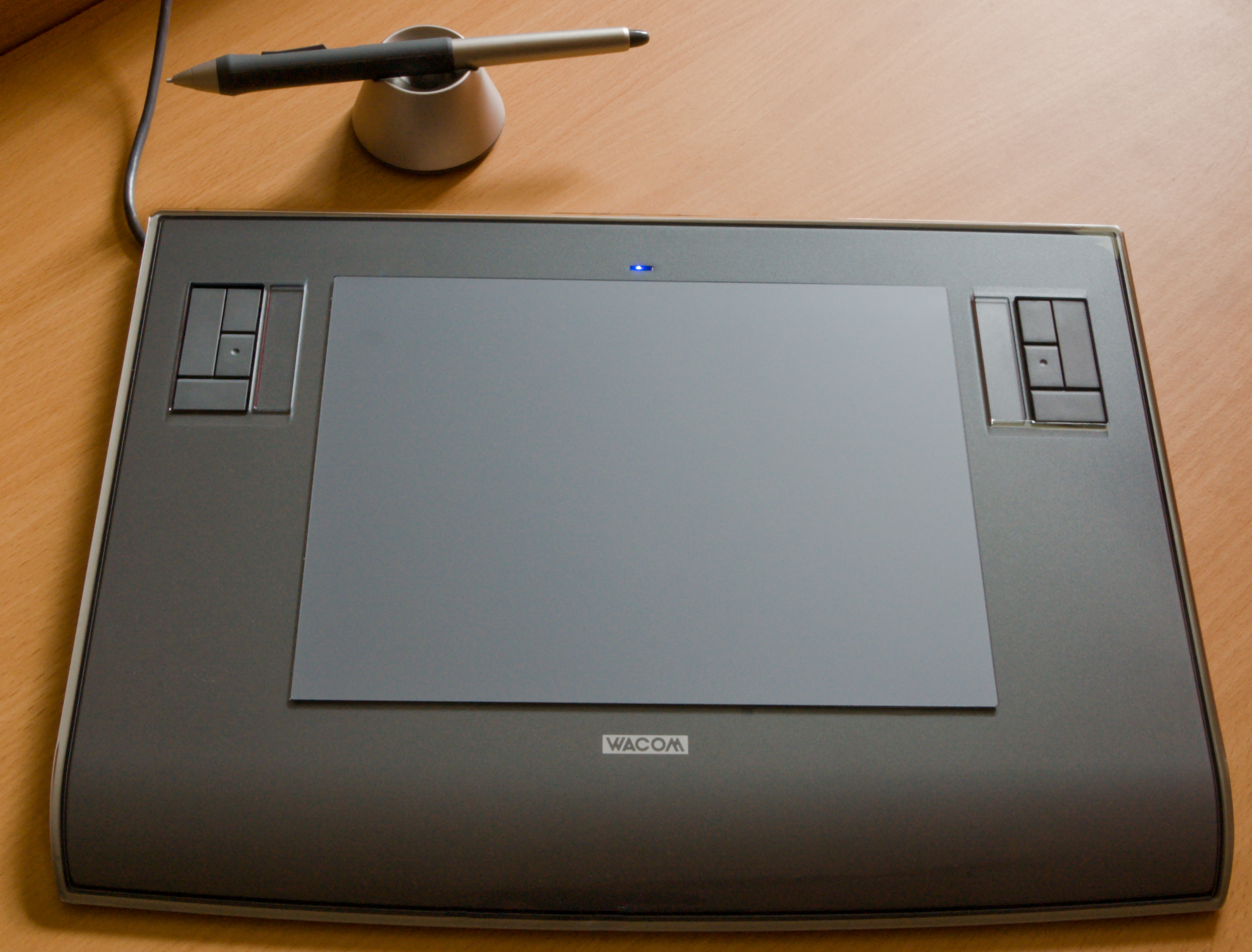
Grafiktablett des Herstellers Wacom

## Technik

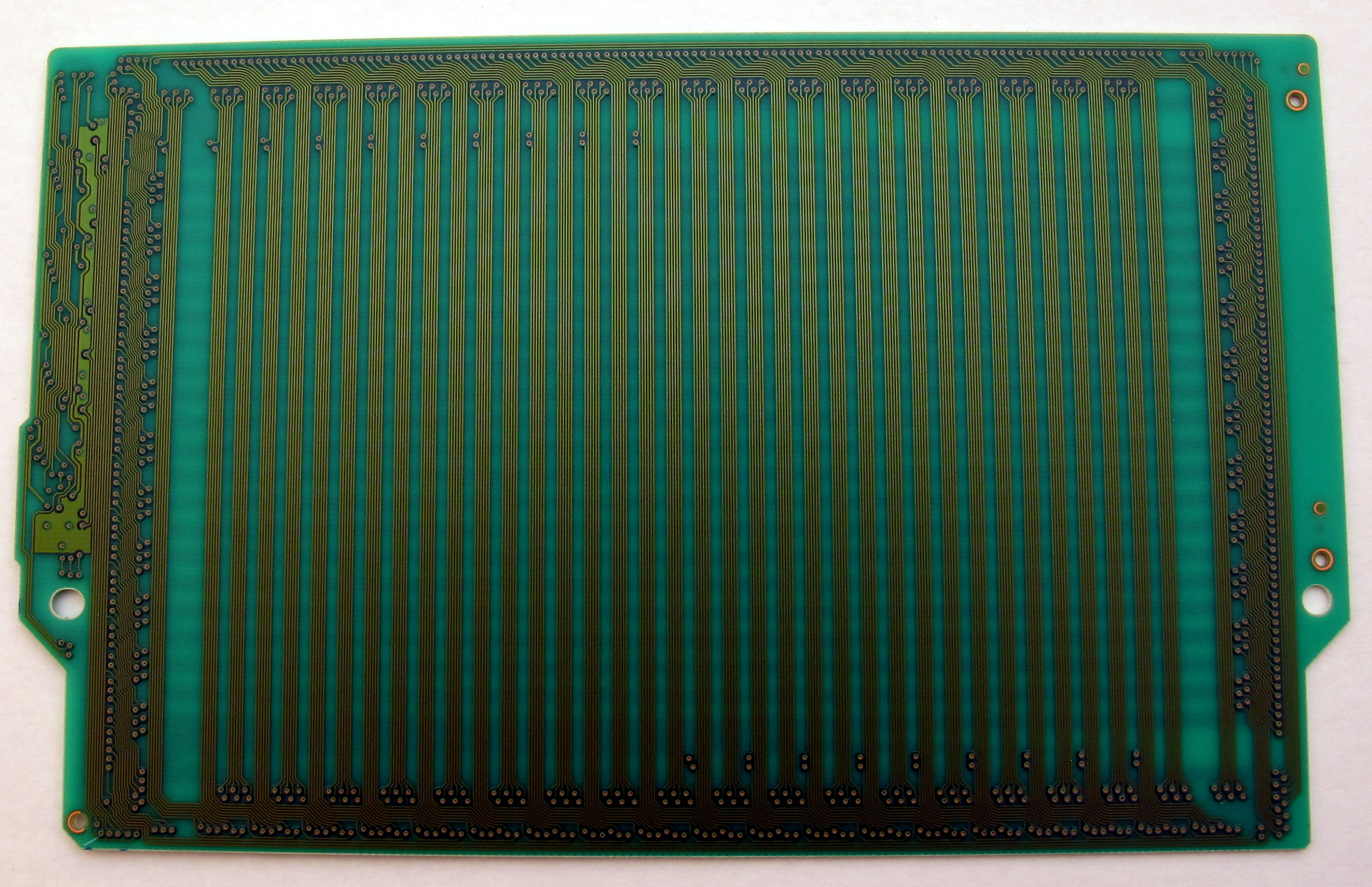
Induktive Sensorleiterplatte eines induktiven Grafiktablets

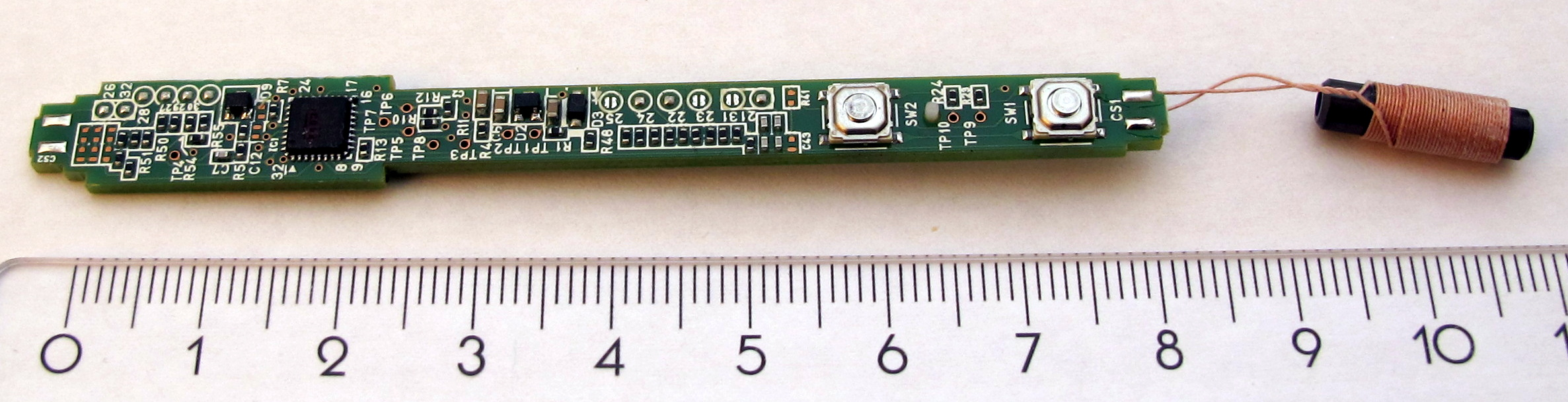
Elektronik aus dem aktiven Stift eines induktiven Tabletts. Die Spule rechts befindet sich in der Spitze des Stiftes

Je nach System und Hersteller kommen zur Positionserkennung unterschiedliche Techniken zu Anwendung – es ist dabei auch eine Kombination dieser Techniken möglich.
Bei kapazitiven Systemen wird durch eine Veränderung der elektrischen Kapazität in bestimmten Bereichen der Oberfläche eine Positionsbestimmung ermöglicht. Bei resistiven Tabletts erfolgt die Positionsbestimmung durch Druck auf die Oberfläche, welche eine Veränderung des elektrischen Widerstand in bestimmten Bereichen der Oberfläche auslöst und so eine Positionsbestimmung erlaubt. Eine bei Grafiktabletts verbreitete Methode ist das im Folgenden näher dargestellte induktive Übertragungssystem mit folgenden Eigenschaften:
1. Selektive, zweidimensionale Positionsbestimmung des Stiftes, welcher über den Tablett geführt wird. Durch die Selektivität werden Störungen, beispielsweise durch die Hand, unterdrückt. Die Positionsermittlung erfolgt in der Elektronik des Tablett, abgestimmt auf die Eigenschaften des Stiftes.
2. Befindet sich in dem aktiven Eingabestift keine Batterie für die Stromversorgung dient das induktive System zugleich auch zur Energieversorgung der Elektronik im Stift. Technisch ist dies mit einer induktiven Nahfeldkopplung realisiert. Dabei kommen ähnliche Verfahren wie bei kontaktlosen RFID-Systemen, bei denen die Elektronik des Transponders während des Auslesevorganges vom Auslesegerät mit elektrischer Energie versorgt wird, zum Einsatz.
3. Einer geeigneten Form einer drahtlosen Datenübertragung zwischen Tablett und Stift, welche die Übermittlung zusätzlicher Informationen erlaubt. Dazu zählen beispielsweise die Information über unterschiedliche Tasten am Stift, die Druckintensität die auf die Spitze ausgeübt wird und welche über einen Drucksensor abgenommen wird, bei manchen Fabrikaten die Stiftneigung und ergänzende Informationen wie eindeutige Kennungen bestimmter Stifte zur automatischen Werkzeugumschaltung.

Das induktive System basierend auf RFID-Technik vermeidet Fehlerkennung wie beispielsweise durch die Hand oder Finger, welche sich im Bereich oder auf dem Tablett befinden. Der wesentliche Unterschied aus technischer Sicht zu einem RFID-System besteht dabei in der Fähigkeit zur genauen Positionsbestimmung des Stiftes, eine Eigenschaft, die bei RFID-Transponder nicht notwendig ist.
Bei der induktiven Positionsbestimmung befinden sich im Tablett unter der Oberfläche eine Sensorleiterplatte mit mehreren, horizontal und vertikal ausgeführten Leiterbahnen, wie in nebenstehender Abbildung dargestellt. Dabei werden die vertikalen Leiterbahnen auf einer Seite geführt, die horizontalen Leiterbahnen auf der gegenüberliegenden Seite. Diese Leiterbahnen sind zu Gruppen von mehreren 10, durch die Elektronik des Tablett umschaltbaren Spulen geschaltet. Die Spulen sind auf der Position auf der Leiterplatte exakt bekannt und durch zyklische Umschaltung kurzer Wechselstromsignale lässt sich in der so gebildeten Anordnung die Position des Stiftes bestimmen.

### Unterschiedliche Werkzeuge

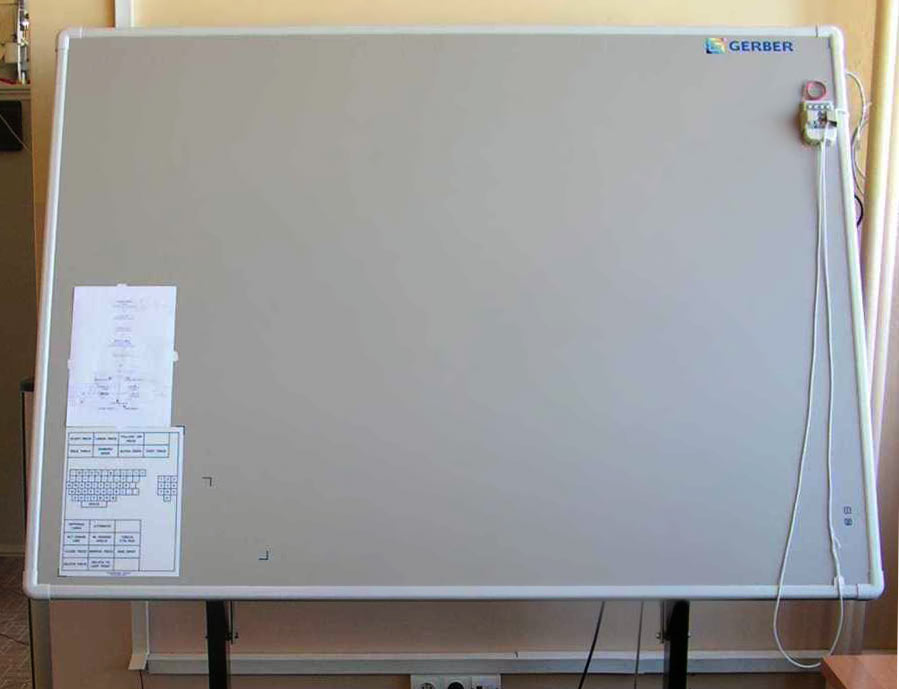
Großformatiges Grafiktablett: Die Spule im Puck ist deutlich zu erkennen

Alternativ zum Stift kann auch ein sogenannter Puck verwendet werden, der wie eine Computermaus über das Tablett bewegt wird und mit Hilfe eines Fadenkreuzes genaueres Zielen auf dem Tablett und damit die Digitalisierung von Vorlagen ermöglicht. Hierbei ist die Spule meist sichtbar um das Fadenkreuz herum gelegt. Einige Hersteller bieten verschiedene Stiftspitzen für eine an das simulierte Werkzeug angepasste haptische Wahrnehmung an, bis hin zu Werkzeugen, die einer Airbrush nachempfunden sind.
Werden unterschiedliche Werkzeuge angeboten, so wird häufig automatisch ein Identifikationssignal des Werkzeugs mit an das Tablett übertragen, was das Umschalten des Werkzeugs per Hand erspart und individuelle Einstellungen für jeden Stift ermöglicht, ganz wie bei klassischen Zeichenwerkzeugen.
Die meisten Grafiktabletts verfügen außerdem über Tastenfelder neben der kontaktsensitiven Fläche, teilweise auch virtuelle Tastenfelder am Rande der Fläche, um schnell auf Programmfunktionen zurückgreifen oder Einstellungen des aktuellen Werkzeugs ändern zu können.

## Vorteile

### Genauigkeit und Handhabung
Das Steuern des Cursors durch einen Stift bringt einige Vorteile mit sich:
- Die Steuerung von Pinseln und vergleichbaren Werkzeugen in Grafikanwendungen ist mit einem Grafiktablett deutlich präziser möglich als mit der Maus.
- Wo mit einer Maus Formen nur angedeutet werden können, kann man nun ganze Bilder wirklich malen und exakt zeichnen. Der Stift wird von den empfindlich aufgebauten Muskeln der Finger und explizit des Zeigefingers geführt, während die Maus von der gesamten Hand über die Ellenbogenknochen und das Handgelenk geführt wird.
- Da das Signal des Stiftes Papier durchdringen kann, ist es möglich, auf Papier vorliegende Zeichnungen in den Computer durchzupausen.
- Einige Grafiktabletts ermöglichen zusätzlich die Erkennung, in welchem Winkel der Stift zum Tablett steht.
- Programmfunktionen lassen sich speziellen Tasten auf der Tablettoberfläche zuweisen.
- Die Bedienung ist intuitiver; es können auch Personen, die mit der Mausbedienung nicht vertraut sind (aber schreiben können) mit einem Eingabestift umgehen.

### Drucksensitivität

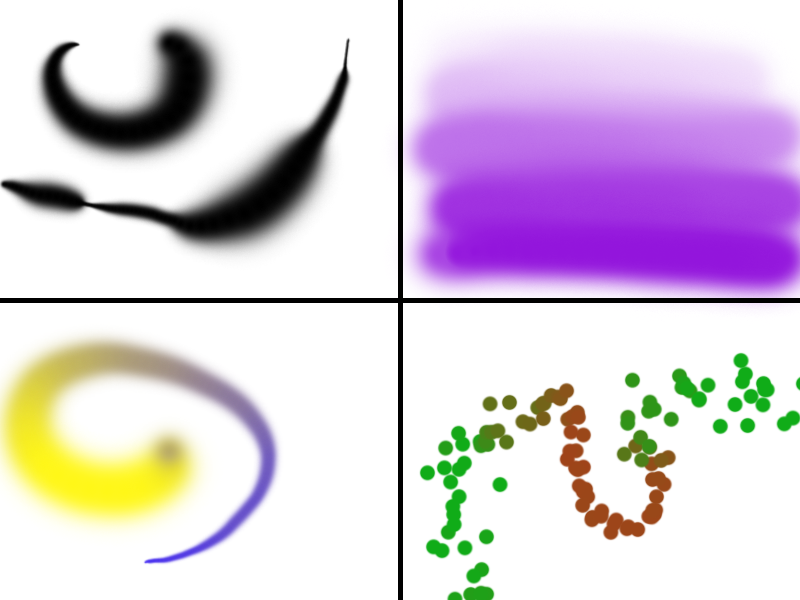
Möglichkeiten im Umgang mit der Drucksensitivität. Die untere Zeile zeigt die zusätzliche Farbänderung durch einen Gradienten

Grafiktabletts oder deren Stifte können die Druckintensität auswerten, um zum Beispiel in einer Grafiksoftware Pinselgröße oder Deckkraft zu steuern (siehe Bild) sowie das Auf- und Abtragen von Material bzw. dessen Verformung im dreidimensionalen Raum zu steuern.

### Absolute Positionierung
Anders als bei der PC-Maus, die nur relative Bewegungen erkennt, hat man beim Grafiktablett absolute Koordinaten, wobei ungefähr jeder Punkt auf dem Tablett einem Punkt auf dem Bildschirm entspricht. Bei der Maus hingegen wird der Mauszeiger jeweils von seiner aktuellen Position „weiter geschoben“.
Beispiel: Will man einen Punkt auf dem Bildschirm auswählen, muss man die Maus zunächst dorthin schieben. Bei einem Grafiktablett hingegen „drückt“ man direkt auf die entsprechende Stelle. Dabei wird der Zeiger sofort platziert, wenn sich der Stift ohne Druck auf dem Tablett befindet oder in kurzer Entfernung drüber schwebt. Etwas mehr Druck setzt dann einen Klick um.
Im professionellen Einsatz ermöglicht dies das exakte Nachführen der Striche von Papiervorlagen, um Zeichnungen, wie beispielsweise Bauzeichnungen, zu digitalisieren. Eine solche Arbeit ist mit der Maus überhaupt nicht möglich.

## Nachteile
- Wer sowohl mit Tastatur wie Tablett arbeitet, muss erst den Stift ablegen, bevor er beidhändig tippt. Das erneute Aufnehmen und Positionieren des Stiftes ist aufwändiger als der Griff nach der Maus, bei der das Neupositionieren entfällt.

- Große Grafiktabletts benötigen viel Platz auf dem Schreibtisch, während bei kleineren Modellen der nutzbare Bereich eingeschränkt ist.

- In Verbindung mit einem hochauflösenden Monitor sollte kein kleines Tablett verwendet werden, weil genaues Positionieren durch den Größenunterschied (mehr Bildpunkte auf einem Bereich des Tabletts) sehr anstrengt und schnell ermüdet.

- Programme, die das Verhalten der Maus beeinflussen, funktionieren nicht richtig. So wird etwa in manchen Spielen die Position des Cursors verändert. Da dies mit einem Tablett nicht möglich ist, kommt es zu einem Fehlverhalten des Programms, wenn z. B. die unveränderte Stellung des Cursors als erneute Bewegung verarbeitet wird.

- Werden immer gleiche Menüpunkte gewählt oder Aktionen durchgeführt, zerkratzt die Oberfläche des Tabletts an bestimmten Stellen stärker. Dadurch nutzt sich wiederum der Stift stärker ab, und es leidet die Sensitivität.

## Anwendungsbereiche
Grafiktabletts haben teilweise Tätigkeiten (z. B. Malen, Zeichnen am PC etc.) erst möglich gemacht und sind in folgenden Bereichen ein bedeutendes Hilfsmittel geworden:
- Digitale Bildbearbeitung und Digitales Malen: Modi (Werkzeuge) können deutlich schneller ausgewählt und Korrekturen präziser durchgeführt werden. Die Belichtung kann punktgenau und dosiert verbessert werden.
- Design (Grafik-, Industrie-, Textil- und Modedesign): Schnelle Skizzen für das Veranschaulichen von Ideen werden teilweise nur digital angefertigt. Der Vorteil hierbei liegt im schnellen digitalen Austausch der Entwürfe (gegenüber Papierskizzen kein Einscannen notwendig). Gleiches gilt für Illustrationen. Moderne CAD-Software bietet teilweise schon spezielle programminterne Funktionen für die neue Arbeitsweise – die Umsetzung von Skizze zu fertigem Objekt erfolgt schneller und intuitiver.
- Audio- und Videobearbeitung (Film und Fernsehen): Matte Paintings (digital gemalte Filmsets) sind schon lange fester Bestandteil von Filmen und werden nun fast nur noch in digitaler Form angefertigt. Dabei liegen die Vorteile im flexiblen Arbeiten mit Ebenen und dem Wegfall aufwendiger Scans.
- Präsentation: Bei einer Präsentation über einen Beamer sind mit einem Grafiktablett schnell Anmerkungen eingefügt oder, gerade während Vorlesungen, schnell mathematische Berechnungen vorgerechnet und gleichzeitig digital gespeichert.
- Online-Nachhilfe in virtuellen Klassenzimmern: Neuere Formen des Nachhilfeunterrichts – im Speziellen, wenn Lernbegleitung outgesourct wird (vgl. Offshore Tutoring), verlangen das Arbeiten mit einem Grafiktablett und der Visualisierung des Geschriebenen über ein „Shared Whiteboard“. Dies geschieht meistens in einem virtuellen Klassenzimmer (bzw. virtuellen Konferenzraum). Diese Kombination des „Application Sharing“ und dem Grafiktablett ersetzen Stift und Papier. Online-Nachhilfe in Form von „Live E-Learning“ findet vor allem im englischen Sprachraum zunehmend Akzeptanz. Im deutschen Sprachraum ist diese neue Form des Nachhilfeunterrichts vergleichsweise wenig verbreitet.
- 3D-Computergrafik: In diesem Bereich gestalten Programme wie ZBrush oder Mudbox das Erstellen detaillierter Modelle deutlich einfacher. In dieser Art von Programmen malt man und beeinflusst die Geometrie durch Werkzeuge, deren Auswirkungen ganz besonders von der Druckstärke abhängig sind.
- Eine heute unüblich gewordene Anwendung ist die Verwendung eines Grafiktabletts als Benutzeroberfläche für ein CAD-Programm. Hierbei wurde nur ein kleiner Teil des Tabletts als Eingabefläche für den Bildschirm genutzt, während um diese Fläche herum die Schaltflächen zur Bedienung des Programms angeordnet waren.
Die für diesen Zweck verwendeten Tabletts hatten typischerweise eine Arbeitsfläche von 12" × 12" (rund 305 mm × 305 mm) oder 12" × 18" (rund 305 mm × 457 mm). Die Benutzeroberfläche befand sich dabei in Form eines Aufdrucks auf einem Papier- oder Kunststoffblatt, welches unter die transparente Abdeckung des Tabletts gelegt wurde. Entsprechende Auflagen für gängige Programme wie AutoCAD wurden mit dem Tablett mitgeliefert, ebenso waren bei den Softwarepaketen Tablettauflagen enthalten. Für diese wurden mit der Software auch die dazugehörigen Zeichnungsdateien bereitgestellt, so dass man die Benutzeroberfläche auf die eigenen Bedürfnisse anpassen und ausdrucken konnte.
Aufgrund ihrer Aufgabe als Ersatz für die Maus verfügten diese Tabletts normalerweise nicht über eine Erkennung der Andruckstärke. Als Eingabegerät kamen Pucks mit 4 oder 16 Tasten sowie Stifte mit zwei oder drei Tasten zur Anwendung. Gängige Hersteller dieser Tabletts waren beispielsweise Summagraphics / Calcomp, Acecad oder Genius (nicht zu verwechseln mit dem gleichnamigen CAD-Softwarehersteller).
Nachdem ab etwa Mitte der 1990er Jahre bei CAD-Programmen die ursprünglich menübasierte Benutzerführung auf grafische Benutzeroberflächen umgestellt wurde, werden heute Grafiktabletts, die einst ein beinahe unverzichtbares Zubehör eines leistungsfähigen CAD-Arbeitsplatzes darstellten, im Alltag so gut wie nicht mehr für diesen Zweck eingesetzt. Bei modernen 3D-CAD-Systemen wird heute neben der Maus als Eingabegerät oftmals eine 3D-Maus zur bequemeren Navigation eingesetzt.

## Software
Grundsätzlich kann man mit einem Grafiktablett jede Art von Software mit grafischer Benutzeroberfläche bedienen, die sich auch mit einer Maus bedienen lässt. Spezielle Anwendungen aus dem Bereich der Grafiksoftware nutzen die technischen Möglichkeiten entsprechend aus. Für Tablet-PCs wurden von Microsoft-Windows-Betriebssystemen entsprechende Varianten entwickelt, die auf ein tastaturloses Arbeiten mit dem Stift optimiert sind. Es ist eine Handschrifterkennung integriert, die auch biomechanische Eigenschaften wie Schreibdruck und Stiftneigung auswertet (sofern vorhanden), allgemein wurden die Betriebssysteme durch verschiedene Besonderheiten auf die Bedienung ohne die sonst übliche Tastatur angepasst. Software, die auf die Bedienung mit einem Stift abgestimmt ist, gibt es auch von anderen Herstellern. Für Apple Macintosh wurde in das Betriebssystem Mac OS X die Handschrifterkennung Inkwell integriert.